# Boka (Fluss)
Die Boka ist ein etwa einen Kilometer langer Gebirgsbach in den Julischen Alpen in Slowenien. Sie ist ein rechter Nebenfluss der Soča (italienisch: Isonzo) und  befindet sich auf ganzer Länge auf dem Gebiet der Gemeinde Bovec.

## Geographie

### Quelle
Die Boka wird durch eine Karstquelle im Kanin gespeist, die sich am Fuße einer senkrechten Felswand befindet. Die austretende Wassermenge schwankt sehr stark in Abhängigkeit von Jahreszeit und Witterung. Während der Schneeschmelze im Frühjahr steigt die Wassermenge auf bis zu 100 Kubikmeter pro Sekunde an und sinkt in trockenen Zeiten auf zwei Kubikmeter pro Sekunde ab.

### Wasserfall
Nur etwa 30 Meter hinter der Quelle fällt die Boka auf einer Breite von 18 Metern in zwei Stufen insgesamt 144 Meter in die Tiefe ⊙. Der freie Fall der ersten Stufe beträgt 106 Meter, die zweite Stufe weitere 30 Meter. Der Boka-Fall ist der höchste Wasserfall in Slowenien.

### Mündung
Nach einer Länge von nur etwa einem Kilometer mündet die Boka oberhalb des Dorfes Log Čezsoški in die Soča. Bis dahin hat sie eine Höhe von etwa 550 Metern überwunden.

## Tourismus
Der Boka-Wasserfall (slov. Slap Boka) kann bereits von der Talstraße entlang der Soča von Bovec nach Žaga gesehen werden. Beidseits der Brücke über die Boka befinden sich Wanderparkplätze. 
Nordwestlich der Brücke startet ein teilweise schwieriger Wanderweg zur Quelle der Boka. Die Gehdauer bis zur Quelle beträgt etwa 1,5 Stunden. Südwestlich der Brücke beginnt ein leichter Wanderweg, der in das Boka-Tal hinein und näher an den Wasserfall heran führt.  